# Mas Quelat
Mas Quelat és una masia catalogada com a monument del municipi de Sant Gregori (Gironès) i declarada bé cultural d'interès nacional.

## Descripció
Antiga masia amb diversos cossos afegits i una torre de defensa a l'angle Nord-oest. El volum principal, de planta rectangular, es desenvolupa en planta baixa i un pis i està coberta amb teula àrab a dues vessants, acabada amb un ràfec de combinació diversa de tres fileres de rajol, el del mig en punta. Les parets portants són de maçoneria amb carreus ben tallats a les cantonades. La façana principal presenta una porta dovellada descentrada, en el primer pis la finestra central és biforada amb arquets trilobats i les dues laterals presenten carreus bisellats amb llinda plana i trencaaigües motllurat. La torre, més alta que el mas, és de planta quadrada i coberta de teula àrab a una vessant. Les parets portants són de maçoneria amb carreus a les cantonades, a la façana de ponent hi ha una finestra gòtica amb arquets trilobats.

## Història
A la llinda de les dues finestres laterals del primer pis hi ha cisellat l'any 1662.